# Philippe Vandevelde

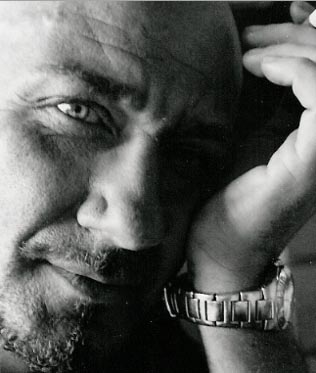
Tome (2005)

Philippe Vandevelde alias Tome (Künstlername) (* 24. Februar 1957 in Brüssel; † 5. Oktober 2019) war ein belgischer Comiczeichner und -autor.
Vandevelde begann seine Comic-Karriere als Assistent bei Dupa, Turk und Bob de Groot. Er lernte Janry während seines Studiums am Institut National des Arts Visuel in Sint Pieterswoluwe bei Brüssel kennen und übernahm mit ihm 1982 die Comicserie Spirou und Fantasio. Zwischen 1984 (Band 31, Das geheimnisvolle Virus) und 1998 (Band 44, Jagd auf Spirou) erschienen 14 Bände bei Carlsen Comics. Tome und Janry widmeten sich seit 1987 ununterbrochen der Serie Der kleine Spirou.
Tome ist in Deutschland neben den Arbeiten für Spirou und Fantasio vor allem mit seiner Serie Soda bekannt geworden. Diese wurde anfangs von Luc Warnant, ab Band 3 dann von Bruno Gazzotti gezeichnet. In Deutschland wurde die Serie bei Salleck Publications veröffentlicht und umfasst aktuell 13 Bände.

## Werke (Auswahl)
- 1991: Die Straße nach Selma (älterer Titel: Zufällige Nähe) mit Philippe Berthet
- 1997–2002: Tödliches Wiegenlied mit Ralph Meyer, 3 Bände